# Belgische volleybalploeg (vrouwen)
Het Belgisch nationaal volleybalteam, ook bekend als de Yellow Tigers (gele tijgers), is een team van volleyballers dat België vertegenwoordigt in internationale wedstrijden. Deze ploeg staat onder supervisie van Volley Belgium.

## Geschiedenis
In juni 2013 werd onder impuls van Stijn Dejonckheere en Hélène Rousseaux onder de Belgische volleyballers een brainstorm georganiseerd rond een roep-/bijnaam voor zowel het nationale vrouwen- als mannenteam. Voor de vrouwen werd het 'Yellow Tigers' en bij de mannen 'Red Dragons'. In de sportberichtgeving over hun prestaties werden deze bijnamen al snel gemeengoed.

## Wereldkampioenschap
| Jaar | Plaats              | WG                  | W                   | V                   | SV                  | ST                  |
| ---- | ------------------- | ------------------- | ------------------- | ------------------- | ------------------- | ------------------- |
| 1952 | Niet gekwalificeerd | Niet gekwalificeerd | Niet gekwalificeerd | Niet gekwalificeerd | Niet gekwalificeerd | Niet gekwalificeerd |
| 1956 | 13                  | 8                   | 4                   | 4                   | 12                  | 13                  |
| 1960 | Niet gekwalificeerd | Niet gekwalificeerd | Niet gekwalificeerd | Niet gekwalificeerd | Niet gekwalificeerd | Niet gekwalificeerd |
| 1962 | Niet gekwalificeerd | Niet gekwalificeerd | Niet gekwalificeerd | Niet gekwalificeerd | Niet gekwalificeerd | Niet gekwalificeerd |
| 1967 | Niet gekwalificeerd | Niet gekwalificeerd | Niet gekwalificeerd | Niet gekwalificeerd | Niet gekwalificeerd | Niet gekwalificeerd |
| 1970 | Niet gekwalificeerd | Niet gekwalificeerd | Niet gekwalificeerd | Niet gekwalificeerd | Niet gekwalificeerd | Niet gekwalificeerd |
| 1974 | Niet gekwalificeerd | Niet gekwalificeerd | Niet gekwalificeerd | Niet gekwalificeerd | Niet gekwalificeerd | Niet gekwalificeerd |
| 1978 | 22                  | 9                   | 1                   | 8                   | 5                   | 24                  |
| 1982 | Niet gekwalificeerd | Niet gekwalificeerd | Niet gekwalificeerd | Niet gekwalificeerd | Niet gekwalificeerd | Niet gekwalificeerd |
| 1986 | Niet gekwalificeerd | Niet gekwalificeerd | Niet gekwalificeerd | Niet gekwalificeerd | Niet gekwalificeerd | Niet gekwalificeerd |

| Jaar   | Plaats              | WG                  | W                   | V                   | SV                  | ST                  |
| ------ | ------------------- | ------------------- | ------------------- | ------------------- | ------------------- | ------------------- |
| 1990   | Niet gekwalificeerd | Niet gekwalificeerd | Niet gekwalificeerd | Niet gekwalificeerd | Niet gekwalificeerd | Niet gekwalificeerd |
| 1994   | Niet gekwalificeerd | Niet gekwalificeerd | Niet gekwalificeerd | Niet gekwalificeerd | Niet gekwalificeerd | Niet gekwalificeerd |
| 1998   | Niet gekwalificeerd | Niet gekwalificeerd | Niet gekwalificeerd | Niet gekwalificeerd | Niet gekwalificeerd | Niet gekwalificeerd |
| 2002   | Niet gekwalificeerd | Niet gekwalificeerd | Niet gekwalificeerd | Niet gekwalificeerd | Niet gekwalificeerd | Niet gekwalificeerd |
| 2006   | Niet gekwalificeerd | Niet gekwalificeerd | Niet gekwalificeerd | Niet gekwalificeerd | Niet gekwalificeerd | Niet gekwalificeerd |
| 2010   | Niet gekwalificeerd | Niet gekwalificeerd | Niet gekwalificeerd | Niet gekwalificeerd | Niet gekwalificeerd | Niet gekwalificeerd |
| 2014   | 11                  | 9                   | 4                   | 5                   | 15                  | 16                  |
| 2018   | Niet gekwalificeerd | Niet gekwalificeerd | Niet gekwalificeerd | Niet gekwalificeerd | Niet gekwalificeerd | Niet gekwalificeerd |
| 2022   | 9                   | 9                   | 5                   | 4                   | 18                  | 13                  |
| Totaal | 4/19                | 35                  | 14                  | 21                  | 50                  | 66                  |

## Europees kampioenschap
| Jaar | Plaats              | WG                  | W                   | V                   | SV                  | ST                  |
| ---- | ------------------- | ------------------- | ------------------- | ------------------- | ------------------- | ------------------- |
| 1949 | Niet gekwalificeerd | Niet gekwalificeerd | Niet gekwalificeerd | Niet gekwalificeerd | Niet gekwalificeerd | Niet gekwalificeerd |
| 1950 | Niet gekwalificeerd | Niet gekwalificeerd | Niet gekwalificeerd | Niet gekwalificeerd | Niet gekwalificeerd | Niet gekwalificeerd |
| 1951 | Niet gekwalificeerd | Niet gekwalificeerd | Niet gekwalificeerd | Niet gekwalificeerd | Niet gekwalificeerd | Niet gekwalificeerd |
| 1955 | Niet gekwalificeerd | Niet gekwalificeerd | Niet gekwalificeerd | Niet gekwalificeerd | Niet gekwalificeerd | Niet gekwalificeerd |
| 1958 | Niet gekwalificeerd | Niet gekwalificeerd | Niet gekwalificeerd | Niet gekwalificeerd | Niet gekwalificeerd | Niet gekwalificeerd |
| 1963 | Niet gekwalificeerd | Niet gekwalificeerd | Niet gekwalificeerd | Niet gekwalificeerd | Niet gekwalificeerd | Niet gekwalificeerd |
| 1967 | 14                  | 9                   | 1                   | 8                   | 5                   | 24                  |
| 1971 | Niet gekwalificeerd | Niet gekwalificeerd | Niet gekwalificeerd | Niet gekwalificeerd | Niet gekwalificeerd | Niet gekwalificeerd |
| 1975 | 12                  | 8                   | 0                   | 8                   | 5                   | 24                  |
| 1977 | Niet gekwalificeerd | Niet gekwalificeerd | Niet gekwalificeerd | Niet gekwalificeerd | Niet gekwalificeerd | Niet gekwalificeerd |
| 1979 | 12                  | 8                   | 0                   | 8                   | 3                   | 24                  |
| 1981 | Niet gekwalificeerd | Niet gekwalificeerd | Niet gekwalificeerd | Niet gekwalificeerd | Niet gekwalificeerd | Niet gekwalificeerd |
| 1983 | Niet gekwalificeerd | Niet gekwalificeerd | Niet gekwalificeerd | Niet gekwalificeerd | Niet gekwalificeerd | Niet gekwalificeerd |
| 1985 | Niet gekwalificeerd | Niet gekwalificeerd | Niet gekwalificeerd | Niet gekwalificeerd | Niet gekwalificeerd | Niet gekwalificeerd |
| 1987 | 12                  | 7                   | 0                   | 7                   | 0                   | 21                  |
| 1989 | Niet gekwalificeerd | Niet gekwalificeerd | Niet gekwalificeerd | Niet gekwalificeerd | Niet gekwalificeerd | Niet gekwalificeerd |
| 1991 | Niet gekwalificeerd | Niet gekwalificeerd | Niet gekwalificeerd | Niet gekwalificeerd | Niet gekwalificeerd | Niet gekwalificeerd |
| 1993 | Niet gekwalificeerd | Niet gekwalificeerd | Niet gekwalificeerd | Niet gekwalificeerd | Niet gekwalificeerd | Niet gekwalificeerd |

| Jaar   | Plaats              | WG                  | W                   | V                   | SV                  | ST                  |
| ------ | ------------------- | ------------------- | ------------------- | ------------------- | ------------------- | ------------------- |
| 1995   | Niet gekwalificeerd | Niet gekwalificeerd | Niet gekwalificeerd | Niet gekwalificeerd | Niet gekwalificeerd | Niet gekwalificeerd |
| 1997   | Niet gekwalificeerd | Niet gekwalificeerd | Niet gekwalificeerd | Niet gekwalificeerd | Niet gekwalificeerd | Niet gekwalificeerd |
| 1999   | Niet gekwalificeerd | Niet gekwalificeerd | Niet gekwalificeerd | Niet gekwalificeerd | Niet gekwalificeerd | Niet gekwalificeerd |
| 2001   | Niet gekwalificeerd | Niet gekwalificeerd | Niet gekwalificeerd | Niet gekwalificeerd | Niet gekwalificeerd | Niet gekwalificeerd |
| 2003   | Niet gekwalificeerd | Niet gekwalificeerd | Niet gekwalificeerd | Niet gekwalificeerd | Niet gekwalificeerd | Niet gekwalificeerd |
| 2005   | Niet gekwalificeerd | Niet gekwalificeerd | Niet gekwalificeerd | Niet gekwalificeerd | Niet gekwalificeerd | Niet gekwalificeerd |
| 2007   | 7                   | 8                   | 3                   | 5                   | 15                  | 17                  |
| 2009   | 11                  | 8                   | 1                   | 7                   | 15                  | 21                  |
| 2011   | Niet gekwalificeerd | Niet gekwalificeerd | Niet gekwalificeerd | Niet gekwalificeerd | Niet gekwalificeerd | Niet gekwalificeerd |
| 2013   | 3                   | 5                   | 4                   | 1                   | 17                  | 9                   |
| 2015   | 6                   | 5                   | 3                   | 2                   | 10                  | 7                   |
| 2017   | 14                  | 3                   | 0                   | 3                   | 3                   | 9                   |
| 2019   | 9                   | 6                   | 4                   | 2                   | 13                  | 9                   |
| 2021   | 13                  | 6                   | 3                   | 3                   | 11                  | 11                  |
| 2023   | 15                  | 6                   | 3                   | 3                   | 7                   | 13                  |
| Totaal | 11/32               | 73                  | 19                  | 54                  | 97                  | 176                 |

## Selecties

### Huidige selectie
| Nummer | Naam                         | Positie         | Lengte | Geboortedatum     | Club                   |
| ------ | ---------------------------- | --------------- | ------ | ----------------- | ---------------------- |
| 2      | Elise Van Sas                | Spelverdeelster | 188 cm | 1 augustus 1997   | Asterix Beveren        |
| 3      | Britt Herbots                | Receptie-hoek   | 182 cm | 24 september 1999 | Igor Gorgonzala Novara |
| 4      | Nathalie Lemmens             | Midden          | 192 cm | 12 maart 1995     | 1. MCM-Diamant KNRC    |
| 5      | Jodie Guilliams              | Receptie-hoek   | 180 cm | 26 april 1997     | Rote Raben Vilsbiburg  |
| 6      | Helena Gilson                | Receptie-hoek   | 184 cm | 28 juni 1999      | Asterix Avo Beveren    |
| 7      | Celine Van Gestel            | Receptie-hoek   | 183 cm | 7 november 1997   | Il Bisonte Firenze     |
| 8      | Kaja Grobelna                | Opposite        | 188 cm | 4 januari 1995    | Chieri '76 Volleyball  |
| 9      | Nel Demeyer                  | Libero          | 175 cm | 21 maart 2001     | VC Oudegem             |
| 10     | Dominika Sobolska            | Midden          | 187 cm | 3 december 1991   | Nilüfer Belediyespor   |
| 11     | Stien Goris                  | Receptie-hoek   | 186 cm | 1 juli 2001       | Tchalou Volley         |
| 12     | Charlotte Krenicky           | Spelverdeelster | 185 cm | 29 juni 2000      | Jaraco Limburg         |
| 13     | Marlies Janssens             | Midden          | 197 cm | 4 juni 1997       | VDK Gent               |
| 14     | Lise De Valkeneer            | Receptie-hoek   | 180 cm | 16 januari 1990   | Charleroi volley       |
| 15     | Jutta Van de Vyver           | Spelverdeelster | 175 cm | 11 juni 1996      | Asterix Avo Beveren    |
| 16     | Karolina Goliat              | Opposite        | 189 cm | 25 oktober 1996   | VC Marcq-en-Barœul     |
| 17     | Ilka Van de Vyver (kapitein) | Spelverdeelster | 180 cm | 26 januari 1993   | Allianz MTV Stuttgart  |
| 18     | Britt Rampelberg             | Libero          | 165 cm | 5 juni 2000       | Asterix Avo Beveren    |
| 19     | Silke Van Avermaet           | Midden          | 192 cm | 2 juni 1999       | ASPTT Mulhouse         |
| 21     | Manon Stragier               | Receptie-hoek   | 182 cm | 12 maart 1999     | Asterix Avo Beveren    |
| 28     | Lara Nagels                  | Spelverdeelster | 182 cm | 3 juni 1997       | VC Oudegem             |

Hoofdcoach: Kris Vansnick
Assistent-coach: Paul Sens

### Voormalige selecties
1: Angie Bland ·
2: Frauke Dirickx ·
3: Nina Coolman ·
4: Laura Heyrman ·
5: Charlotte Leys ·
6: Valérie Courtois ·
7: Lise Van Hecke ·
8: Els Vandesteene ·
9: Dominika Strumilo ·
10: Hélène Rousseaux ·
11: Ilka Van de Vyver · 12: Britt Ruysschaert · 13: Sarah Cools · 14: Maud Catry · Coach: Gert Vande Broek
1: Elise Van Sas ·
2: Charlotte Krenicky ·
3: Jutta Van de Vyver ·
4: Britt Herbots ·
5: Jodie Guilliams ·
6: Celine Van Gestel ·
7: Manon Stragier ·
8: Nathalie Lemmens ·
9: Marlies Janssens ·
10: Silke Van Avermaet ·
11: Anna Koulberg · 12: Pauline Martin · 13: Nel Demeyer · 14: Britt Rampelberg · Coach: Gert Vande Broek
1: Freya Aelbrecht ·
2: Jasmien Biebauw ·
3: Maud Catry ·
4: Sarah Cools ·
5: Valérie Courtois ·
6: Kaja Grobelna ·
7: Laura Heyrman ·
8: Charlotte Leys ·
9: Britt Ruysschaert ·
10: Dominika Strumilo ·
11: Ilka Van de Vyver · 12: Lise Van Hecke · 13: Els Vandesteene · 14: Jolien Wittock · Coach: Gert Vande Broek
1: Frauke Dirickx ·
2: Angie Bland ·
3: Charlotte Leys ·
4: Lore Gillis ·
5: Griet Van Vaerenbergh ·
6: Marta Szczygielska ·
7: Gwendoline Horemans ·
8: Céline Laforge ·
9: Greet Coppé ·
10: Els Vandesteene ·
11: Jolien Wittock · 12: Anja Van Damme · Coach: Jan Debrandt
1: Freya Aelbrecht ·
2: Frauke Dirickx ·
3: Yana De Leeuw ·
4: Charlotte Leys ·
5: Liesbet Vindevoghel ·
6: Virginie De Carne ·
7: Griet Van Vaerenbergh ·
8: Marta Szczygielska ·
9: Gwendoline Horemans ·
10: Hélène Rousseaux ·
11: Els Vandesteene · 12: Jolien Wittock · Coach: Gert Vande Broek
1: Nina Coolman ·
2: Britt Ruysschaert ·
3: Frauke Dirickx ·
4: Valérie Courtois ·
5: Laura Heyrman ·
6: Charlotte Leys ·
7: Freya Aelbrecht ·
8: Lise Van Hecke ·
9: Els Vandesteene ·
10: Angie Bland ·
11: Hélène Rousseaux · 12: Ilka Van de Vyver · 13: Jasmien Biebauw · 14: Lore Gillis · Coach: Gert Vande Broek
1: Jasmien Biebauw ·
2: Frauke Dirickx ·
3: Valérie Courtois ·
4: Laura Heyrman ·
5: Charlotte Leys ·
6: Kaja Grobelna ·
7: Freya Aelbrecht ·
8: Lise Van Hecke ·
9: Els Vandesteene ·
10: Lorena Cianci ·
11: Celine Van Gestel · 12: Ilka Van de Vyver · 13: Britt Ruysschaert · 14: Maud Catry · Coach: Gert Vande Broek
1: Ilka Van de Vyver ·
2: Lise Van Hecke ·
3: Marlies Janssens ·
4: Freya Aelbrecht ·
5: Laura Heyrman ·
6: Jodie Guilliams ·
7: Celine Van Gestel ·
8: Britt Herbots ·
9: Charlotte Leys ·
10: Kaja Grobelna ·
11: Nathalie Lemmens · 12: Valérie Courtois · 13: Amber De Tant · 14: Jasmien Biebauw · Coach: Gert Vande Broek
1: Elise Van Sas ·
2: Britt Herbots ·
3: Nathalie Lemmens ·
4: Celine Van Gestel ·
5: Kaja Grobelna ·
6: Dominika Sobolska ·
7: Britt Ruysschaert ·
8: Dominika Strumilo ·
9: Marlies Janssens ·
10: Karolina Goliat ·
11: Silke Van Avermaet · 12: Jodie Guilliams · 13: Manon Stragier · 14: Ilka Van de Vyver · Coach: Gert Vande Broek
1: Elise Van Sas ·
2: Ilka Van de Vyver ·
3: Jutta Van de Vyver ·
4: Nathalie Lemmens ·
5: Dominika Sobolska ·
6: Marlies Janssens ·
7: Silke Van Avermaet ·
8: Britt Herbots ·
9: Jodie Guilliams ·
10: Helena Gilson ·
11: Celine Van Gestel · 12: Manon Stragier · 13: Nel Demeyer · 14: Britt Rampelberg · Coach: Gert Vande Broek
1: Elise Van Sas ·
2: Charlotte Krenicky ·
3: Jutta Van de Vyver ·
4: Britt Herbots ·
5: Celine Van Gestel ·
6: Manon Stragier ·
7: Nathalie Lemmens ·
8: Marlies Janssens ·
9: Silke Van Avermaet ·
10: Anna Koulberg ·
11: Pauline Martin · 12: Nel Demeyer · 13: Britt Rampelberg · 14: Noor Debouck · Coach: Kris Vansnick